# 泰瓦斯薩洛

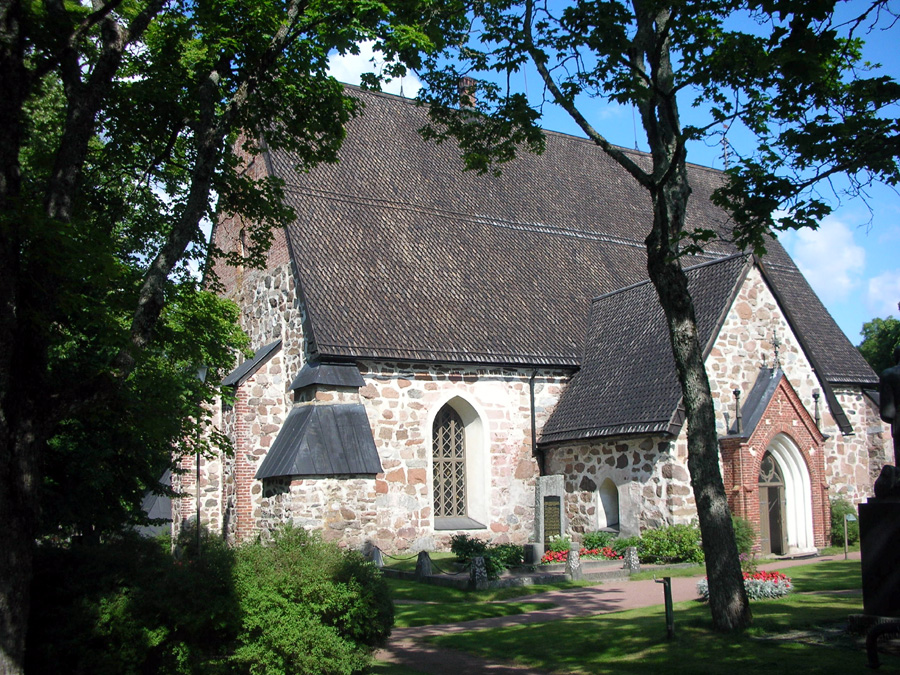
泰瓦斯萨洛教堂

泰瓦斯薩洛（芬蘭語：Taivassalo）是芬蘭的市鎮，位於該國南部，由西南芬蘭區負責管轄，距離圖爾庫40公里，始建於1155年，面積217.67平方公里，2013年人口1,687，人口密度為每平方公里12.01人。

## 外部連結
- Municipality of Taivassalo （页面存档备份，存于） – Official website